# Hanns-Erich Kaminski
Hanns-Erich Kaminski (Labiau, Alemania, 29 de noviembre de 1899 - Argentina en 1963), fue un periodista y escritor alemán que también escribía en francés. Es conocido principalmente por su libro sobre la Revolución social española de 1936, Los de Barcelona.

## Biografía
Hanns-Erich Kaminski nace en una familia judía acomodada, su padre es comerciante. Estudia bachillerato en Königsberg. Después del bachillerato es movilizado en el ejército del aire hasta el final de la Primera Guerra Mundial. Después estudia economía en la Universidad de Friburgo y en la Universidad de Heidelberg donde en 1922 obtiene un doctorado con una tesis sobre el dumping.
Kaminski emprende una carrera en el periodismo en la prensa de izquierda alemana como la revista semanal de Carl von Ossietzky y Kurt Tucholsky, Die Weltbühne. Reside durante dos años (1922-1924) en Italia, país al que dedica su primer libro. En 1926, se convierte en redactor político de un diario social-demócrata de Frankfurt, Die Volkstimme.
Durante el periodo de la crisis económica, es partidario de una alianza antinazi entre el Partido social-demócrata y el Partido comunista alemán. En febrero de 1933, tras una victoria electoral de los nazis, Kaminski abandona Alemania y se traslada a París.
Decepcionado por la caída de la social democracia en Alemania, se acerca a los círculos del anarquismo, especialmente al anarcosindicalismo de la Asociación Internacional de los Trabajadores (AIT). Entre septiembre de 1936 y febrero de 1937, Kaminski está en España siguiendo de cerca la Revolución social. De esa experiencia, escribe uno de sus libros más conocidos : Los de Barcelona.
En 1938, Kaminski escribe una biografía de Mijaíl Bakunin. Admirador del escritor Louis-Ferdinand Céline por Le Voyage au bout de la nuit y Mort à crédit, rechaza radicalmente el manifiesto antisemita y pronazi Bagatelles pour un massacre y decide publicar un libro que denuncia el nazismo de Céline (en francés Céline en chemise brune ou le mal du présent, en español Céline con Camisa parda o el mal del presente) en 1938. También en 1938, Kaminski escribe un libro sobre el nazismo que se publica en Argentina en 1940.
Tras la derrota francesa de 1940, Kaminski deja París y, desde Marsella, consigue llegar a Lisboa donde trata de conseguir un visado para abandonar Europa. Su petición de viajar a los Estados Unidos mediante su amigo Rudolf Rocker no prospera pero parece ser que consigue un visado para ir a Argentina gracias a Diego Abad de Santillán. Kaminski y su novia Anita Karfunkel emigran a Argentina en 1941. H. E. Kaminski fallece en 1963.
En 1972, el escritor Hans Magnus Enzensberger ha incluido varios textos de Kaminski en su novela sobre la vida de Buenaventura Durruti, El corto verano de la anarquía.

## Publicaciones
- Zur Theorie des Dumping, tesis de doctorado, Universidad de Heidelberg, 1921
- Fascismus in Italien, Verlag für Sozialwissenschaft, Berlín, 1925
- Los de Barcelona, 1937
- Céline en chemise brune ou le Mal du présent, Les Nouvelles Éditions Excelsior, 1938.
- Bakunin, la vida de un revolucionario, Aubier-Montaigne, Paris, 1938
- Troisième Reich, Problème sexuel (redactado en francés pero publicado únicamente en español : El nazismo como problema sexual. Ensayo de psicopatologia, Imàn, Buenos-Aires, 1940)
- Diario de Lisboa, manuscrito coescrito con Anita Karfunkel y probablemente perdido.